# Senesino

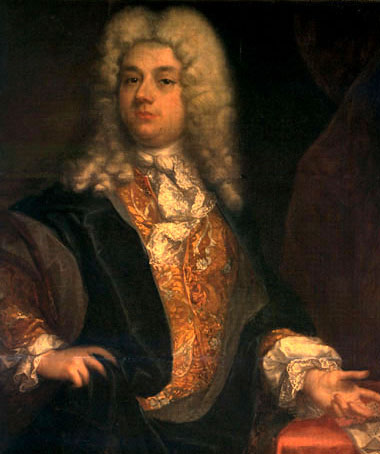
Senesino, etwa 1720

Senesino, eigentlich Francesco Bernardi (* 31. Oktober 1686 in Siena; † 27. November 1758) war ein bedeutender italienischer Opernsänger und Kastrat (Alt bzw. Mezzosopran (?)), der besonders für seine Mitwirkung als primo uomo in zahlreichen Opern von Georg Friedrich Händel berühmt ist, darunter Giulio Cesare, Rodelinda und Tamerlano.

## Leben

### Jugend und frühe Karriere
Francesco Bernardis Künstlername Senesino leitet sich von seiner Geburtsstadt Siena ab. Später wurden auch die Kastratensänger Andrea Martini und Giusto Ferdinando Tenducci als „Senesino“ bezeichnet, aber Bernardi ist der berühmteste von diesen dreien.
Als Kind sang er im Dom von Siena und erhielt seine erste musikalische Ausbildung bei dem Domorganisten, Giuseppe Fabrini. Dort erhielt er auch 1699 seine erste Anstellung als Kirchensänger.
Verschiedene Quellen berichten, dass er ein Schüler des berühmten Kastraten Antonio Maria Bernacchi gewesen sei, dies ist jedoch ungewiss, da er anscheinend fast gleich alt war.
Senesino hatte seine ersten Auftritte auf der Bühne wahrscheinlich 1707 im damaligen Zentrum der Oper Venedig, in Werken der heute vergessenen Komponisten Giovanni Maria Ruggeri und Giuseppe Boniventi. Schon bald wurden bedeutendere Komponisten auf ihn aufmerksam, und in der Spielzeit 1708–1709 sang er am Teatro San Cassiano neben Santa Stella und dem berühmten Domenico Cecchi („il Cortona“) in Tomaso Albinonis Opern Astarto (UA: 11. November 1708) und Engelberta (UA: 26. Januar 1709), sowie in Carlo Francesco Pollarolos Il falso Tiberino (UA: 12. Januar 1709).
In der Folge führte ihn seine Karriere an die Bühnen verschiedener italienischer Städte. 1708 war er in Vicenza, 1709 in Bologna in Antonio Caldaras Oper L’inimico generoso.

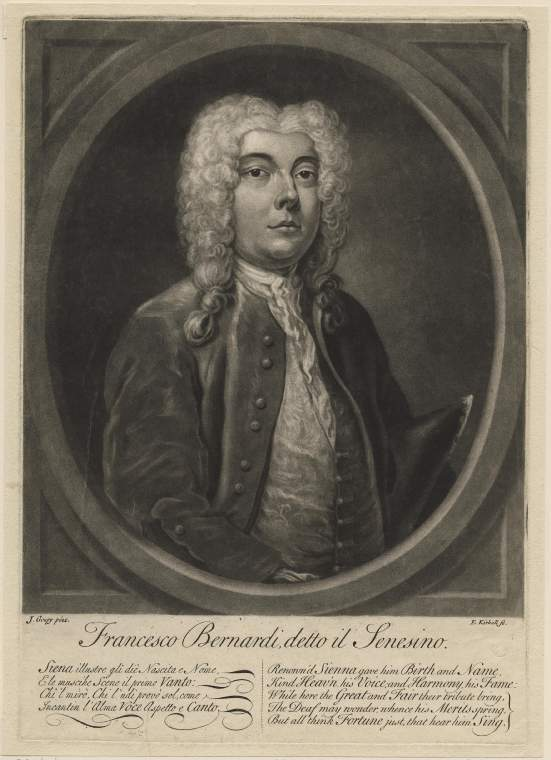
Senesino, etwa 1730?

Von 1709 bis 1712 war er in Genua engagiert. Während dieser Zeit sang er außerdem im Jahr 1711 in Rom im Privattheater des musikliebenden Kardinals Pietro Ottoboni.
Mittlerweile gehörte er zu den führenden Sängern Italiens, denn in der Spielzeit 1713–14 trat er nun im feinsten Theater von Venedig, dem San Giovanni Grisostomo, auf, in Antonio Lottis Irene Augusta (UA:  22. November 1713) und in zwei Opern von Carlo Francesco Pollarolo, darunter Semiramide (UA: 6. Januar 1714). Auch im Karneval 1715 war er in Venedig und sang diesmal im Teatro Santi Giovanni e Paolo in Lottis Polidoro (UA: 4. Februar 1715), neben Diamante Maria Scarabelli und Giuseppe Maria Boschi.
Bis 1717 sang er außerdem in Reggio nell’Emilia, Ferrara, Brescia, Florenz und Livorno.
Von 1715 bis 1717 hatte er ein Engagement am bedeutenden Teatro San Bartolomeo in Neapel, wo er in insgesamt sechs Opern mitwirkte, darunter Alessandro Scarlattis Carlo re d’Alemagna und La virtù trionfante. Senesino soll anfangs noch kein guter Schauspieler gewesen sein, sondern konzentrierte sich in erster Linie auf seinen Gesang. Der neapolitanische Impresario Graf Zambeccari berichtete, dass er nur „wie eine Statue“ dastehe oder immer „das Gegenteil von dem, was erwünscht war“ gemacht habe.
Sein Ruf als Sänger reichte mittlerweile auch ins Ausland und so wurde Senesino 1717 als primo uomo am Dresdner Hof eingestellt, ebenso wie der Komponist Antonio Lotti und dessen Frau Santa Stella, sowie die Sängerinnen Margherita Durastanti und Vittoria Tesi und der Bassist Giuseppe Maria Boschi. In Dresden hatte Senesino Auftritte in Lottis Opern Giove in Argo, Ascanio und Teofane. Für seine Dienste soll er eine Gage von 7000 Talern bekommen haben. Zu dieser Zeit hörte ihn der spätere Flötenlehrer Friedrichs II. und Hofkapellmeister in Berlin Johann Joachim Quantz und berichtete später über ihn:

„Senesino hatte eine durchdringende, helle, egale und angenehme tiefe Sopranstimme, (mezzo Soprano) eine reine Intonation, und schönen Trillo. In der Höhe überstieg er selten das zweygestrichene f. Seine Art zu singen war meisterhaft, und sein Vortrag vollständig. Das Adagio überhäufte er eben nicht zu viel mit willkührlichen Auszierungen: Dagegen brachte er die wesentlichen Manieren mit der größten Feinigkeit heraus. Das Allegro sang er mit vielem Feuer, und wußte er die laufenden Passagien, mit der Brust, in einer ziemlichen Geschwindigkeit, auf eine angenehme Art heraus zu stoßen. Seine Gestalt war für das Theater sehr vortheilhaft, und die Action natürlich. Die Rolle eines Helden kleidete ihn besser, als die von einem Liebhaber.“

Als Georg Friedrich Händel 1719 auf dem Kontinent nach Sängern für die neu gegründete Opernakademie in London suchte, hörte er Senesino in Dresden und trat mit ihm und anderen Sängern in Verhandlung.

Senesino wurde 1720 zusammen mit den anderen italienischen Sängern aus Dresden entlassen. Vorher gab es laut Quantz jedoch noch einen heftigen Streit von Senesino und dem Sopranisten Matteo Berselli mit dem Hofkapellmeister Johann David Heinichen bei der Probe zu dessen Oper Flavio Crispo. Die beiden Italiener hatten den deutschen Komponisten darauf hingewiesen, dass der Text einer für Berselli gedachten Arie ungeschickt vertont war. Am Ende „zerriß“ Senesino „die Rolle des Berselli und warf sie dem Capellmeister vor die Füße. ... Hiermit hatten die Opern für diesmal ein Ende“.

### Senesino in London

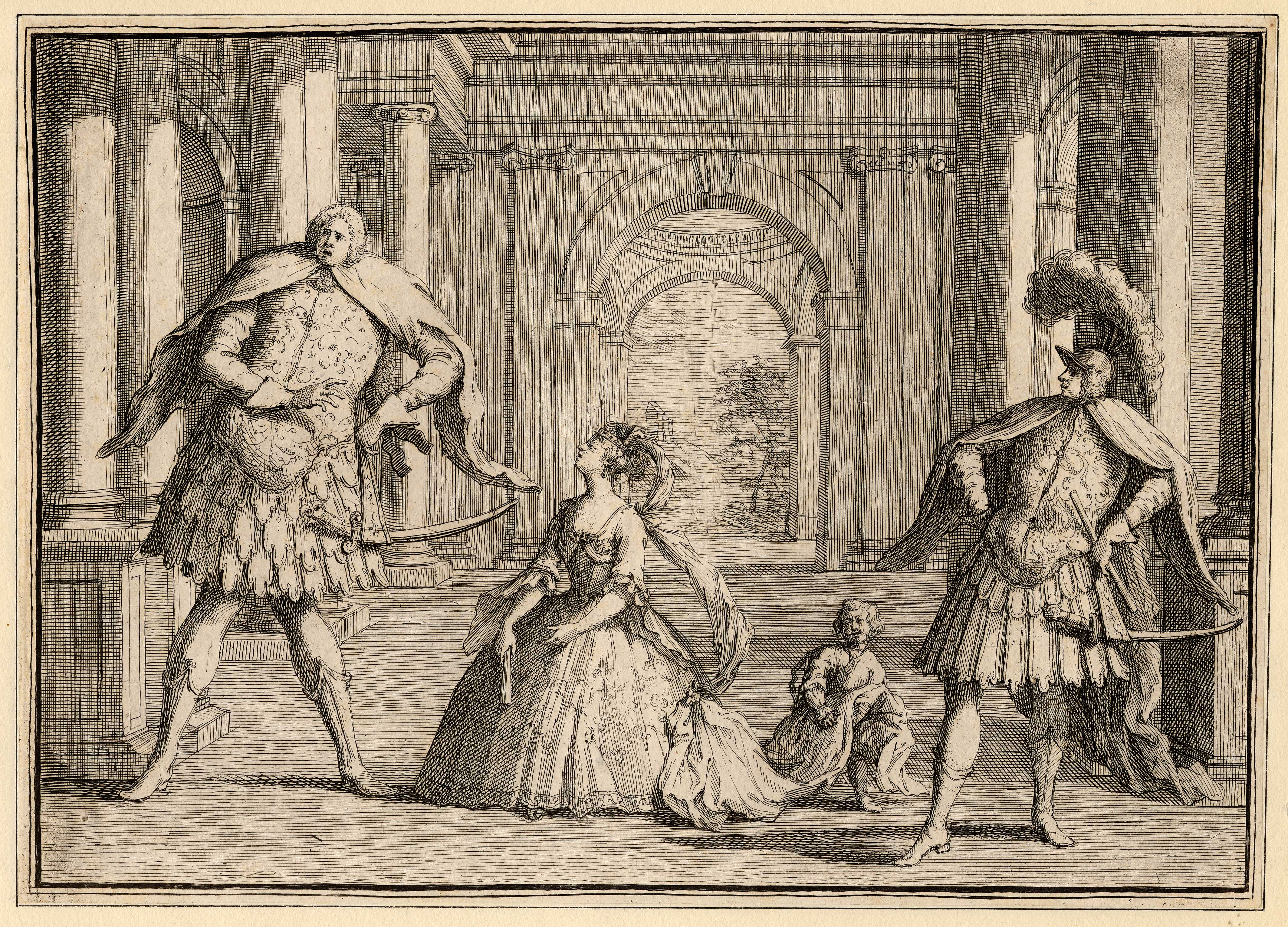
Karikatur von Senesino (links) in Händels Oper Flavio mit Francesca Cuzzoni und Gaetano Berenstadt

Im September 1720 kam Senesino in Begleitung seines Bruders nach London und war von der zweiten Spielzeit der Royal Academie bis zu ihrer Auflösung 1728 eine von deren Zugnummern. Als Honorar erhielt er 3000 Guineas.
Seinen ersten Auftritt hatte er am 19. November 1720 in Giovanni Bononcinis Astarto, gemeinsam mit seinen alten Kollegen Margherita Durastanti und Boschi; der Erfolg war so enorm, dass die Oper die für die damalige Zeit große Zahl von 30 Aufführungen erlebte. In derselben Spielzeit sang er die Titelrolle in einer Neufassung von Händels Radamisto (UA: 28. Dezember 1720). In den kommenden Jahren komponierte Händel für Senesino die männlichen Hauptrollen in all seinen neuen Opern: Muzio Scevola (zusammen mit Bononcini und Amadei), Floridante (1721), Ottone und Flavio (1723), Giulio Cesare und Tamerlano (1724), Rodelinda (1725), Scipione und Alessandro (1726). Von 1722 an war seine Partnerin als prima donna die gefeierte Sopranistin Francesca Cuzzoni. Besondere Publikumserfolge hatte Senesino mit den Heldenrollen in Giulio Cesare und Alessandro.
Im gleichen Zeitraum sang er außerdem in Opern von Giovanni Bononcini, Giuseppe Maria Orlandini, Attilio Ariosti und in verschiedenen Pasticci.
Im Sommer 1726 erkrankte er und reiste zur Erholung zwischenzeitlich auf Heimaturlaub nach Italien, war jedoch im Winter wieder zurück in London und konnte am 7. Januar 1727 in alter Frische an der Uraufführung von Ariostis Lucio Vero teilnehmen. Von Händel sang er bis 1728 in den Uraufführungen der Opern Admeto, Riccardo Primo, Siroe und Tolomeo, von welchen Riccardo Primo besonders erfolgreich war. Senesino stand zu dieser Zeit neben zwei Primadonnen auf der Bühne, da sich außer der Cuzzoni noch die berühmte Faustina Bordoni zu dem Ensemble gesellt hatte. 1727 ging er mit den anderen Sängern gemeinsam auf Tournée nach Paris.

Die Royal Academy of Music machte jedoch im Sommer 1728 bankrott. Senesino soll außerdem einen schrecklichen Streit mit Händel gehabt haben und kehrte zurück nach Italien.

### Italienisches Zwischenspiel
In Venedig trat er gemeinsam mit Faustina Bordoni im Teatro San Cassiano auf, in Geminiano Giacomellis Oper Gianguir (UA: 27. Dezember 1728) und in Giuseppe Maria Orlandinis Adelaide (UA: 8. Februar 1729). Danach sang er wiederum mit der Bordoni in Turin in Siroe von Andrea Stefano Fiorè (UA: 26. Dezember 1729)
und in Nicola Porporas Tamerlano (UA: Karneval 1730).

### Zurück in London
Nachdem Händel in London eine zweite Opernakademie aufgezogen hatte, bei welcher der berühmte Altist Bernacchi (und angeblich Lehrer Senesinos) zunächst als primo uomo engagiert war, aber beim Publikum keinen Erfolg hatte, stieß Senesino im Oktober 1730 wieder zu dem Ensemble, diesmal mit einem etwas geringeren Gehalt für 1400 Guineas.

Bis 1732 sang er neben der neuen Primadonna Anna Maria Strada die Hauptrollen in den Uraufführungen von Händels Opern Poro, Ezio, Sosarme und Lucio Papirio, sowie in mehreren Wiederaufnahmen älterer Opern und in Pasticci mit Musik der modernsten Komponisten. Händel setzte ihn auch in seinen ersten englischen Oratorien Esther (1732) und Deborah (1733) ein und ließ ihn in der Neufassung von Acis and Galatea singen. Im Zusammenhang mit den letztgenannten Werken musste Senesino jedoch Kritik vom englischen Publikum einstecken und ein anonymer Autor machte sich öffentlich über das nicht akzentfreie Englisch des italienischen Gesangsstars lustig:

„Senesino and Bertolli made rare work with the English Tongue you would have sworn it had been Welch.“

„Senesino und Bertolli leisteten seltene Arbeit mit der Englischen Sprache, man hätte schwören können, dass es Walisisch war.“

1733 folgte die Titelpartie in Händels Orlando, worin Senesino eine ungewöhnliche Wahnsinnsszene auszuführen hatte, die ausschließlich aus einer Abfolge von Rezitativen und Ariosi (teilweise im 5/4-Takt) bestand, mit ständig wechselndem Gefühlsausdruck, aber wenig Möglichkeiten für sängerische Bravour.

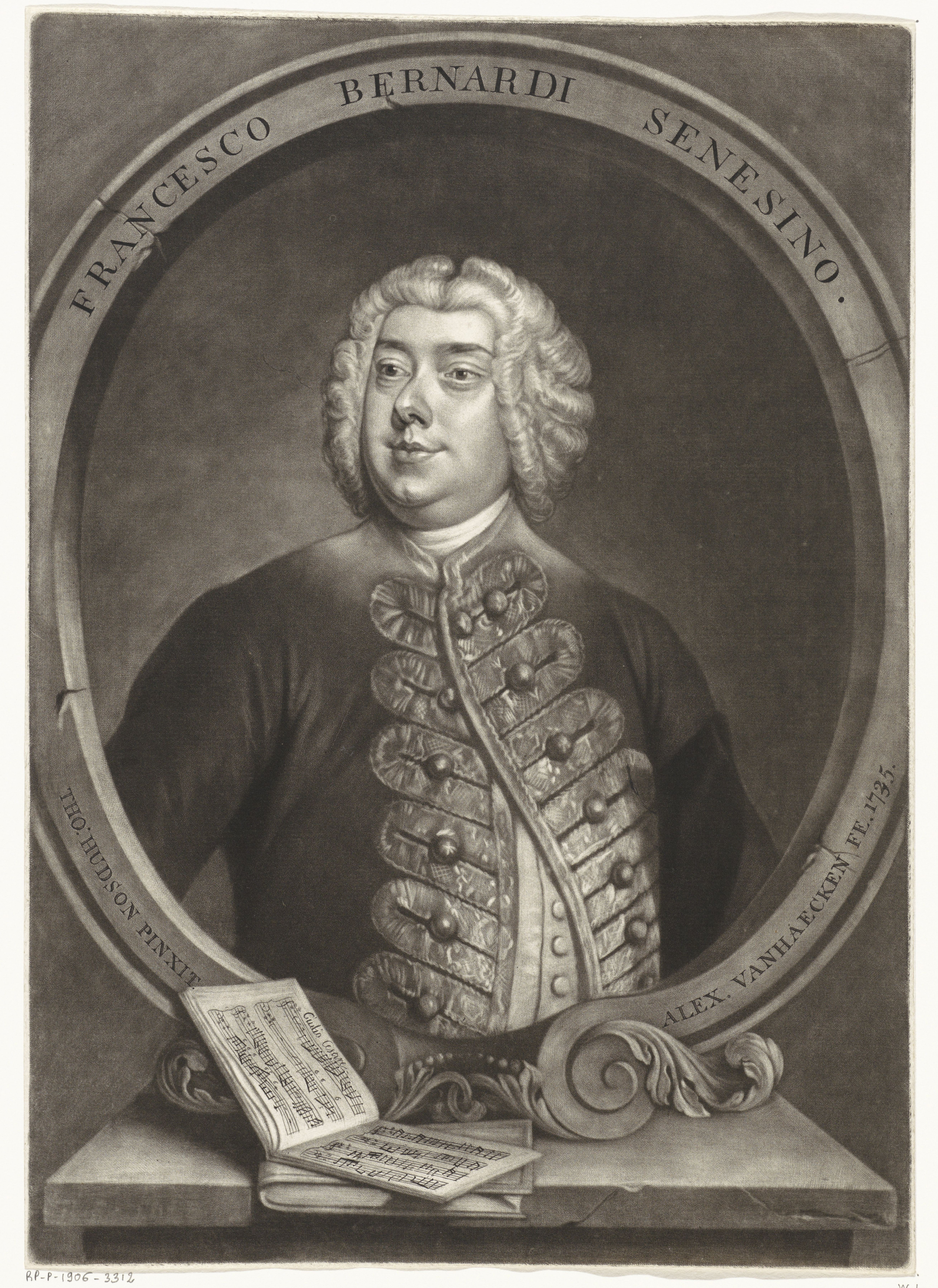
Senesino, um 1734. Stich von Alexander Van Haecken nach Hudson

Ob wegen persönlicher und künstlerischer Differenzen mit Händel oder aus finanziellen Gründen oder gar aus Nationalstolz, – Senesino und fast die gesamte italienische Sängertruppe (außer Anna Maria Strada) liefen 1733 zur konkurrierenden Adelsoper (Opera of the Nobility) über, die manchmal auch als „Senesinos Oper“ bezeichnet wurde.
Unter der Leitung von Nicola Porpora sang er zunächst im Lincoln’s Inn Fields Theatre und später am King’s Theatre.

Ab 1734 gehörte zu diesem Ensemble auch der berühmte Farinelli. Die beiden Divos scheinen sich aber gut verstanden zu haben, und Senesino soll sogar bei ihrem ersten gemeinsamen Auftritt von Farinellis Gesang so bewegt gewesen sein, dass er seine eigene Rolle vergaß und den jüngeren Kollegen auf offener Bühne umarmte.
1736, noch vor dem eigentlichen Zusammenbruch der beiden Opernkompagnien, kehrte Senesino nach Italien zurück. Vor seiner Abreise erschien ein von einer Karikatur begleitetes satirisches Lied namens The Ladies Lamentation for the Loss of Senesino („Lamento der Ladies über den Verlust von Senesino“), in der auf seinen Erfolg bei den englischen Damen und seine angehäuften Reichtümer – angeblich ein Vermögen von 15.000 Pfund Sterling – angespielt wurde.

Horace Walpole erwähnte einige Jahre später (1740) eine Begegnung mit Senesino in einem Brief voll sarkastischer Bosheit:

„we thought it a fat old woman; but it spoke in a shrill little pipe, and proved itself to be Senesini.“

„Wir hielten es für eine dicke alte Frau; aber es sprach in einem schrillen dünnen Piepsen und erwies sich als Senesini.“

### Letzte Auftritte in Italien
In Italien sang Senesino noch bis 1740 in verschiedenen Opernhäusern, manchmal neben seinen früheren Partnerinnen aus der Londoner Zeit. im Karneval 1737 in Turin erschien er in Geminiano Giacomellis Demetrio und in Eumene von Giovanni Antonio Giaì.
1738–1739 findet man ihn in Florenz, wo er im Teatro della Pergola, teils zusammen mit der Cuzzoni, teils mit Lucia Facchinelli, in Opern von Orlandini auftrat (unter anderem in Arsace). 1739 soll er auch im Palazzo Pitti im Duett mit Erzherzogin Maria Theresia von Österreich gesungen haben.
Seine letzten Auftritte hatte Senesino 1739–1740 am gerade erst eröffneten Teatro San Carlo in Neapel, wo er neben Anna Maria Strada für eine Gage von 800 Dublonen (doppioni) sang, in Domenico Sarros La partenope (November 1739) und in Porporas neuer Oper Il trionfo di Camilla (UA: 20. Januar 1740). Senesino wurde dort zwar von dem französischen Reiseschriftsteller Charles de Brosses bewundert, aber in Italien selber hatte sich der Geschmack mittlerweile so stark verändert, dass man seinen Gesangsstil nun altmodisch fand.
In der Folge zog er sich in seine Heimatstadt Siena zurück, wo er sich ein feines Haus bauen ließ. Über die letzten Jahrzehnte seines Lebens ist nichts bekannt.

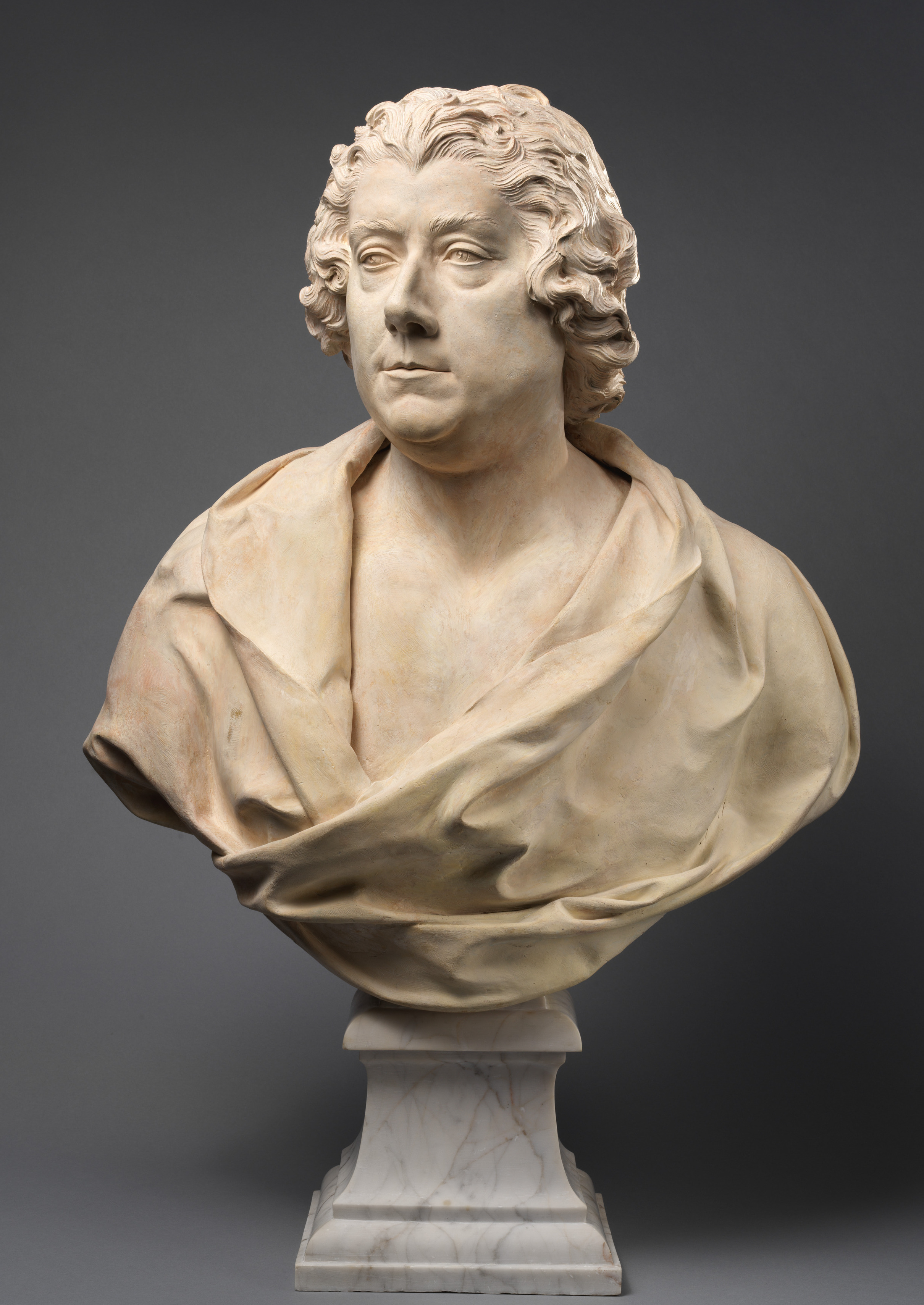
Francesco Bernardi il Senesino, Porträtbüste von Louis-François Roubiliac, ca. 1735

## Würdigung
Francesco Bernardi il Senesino war einer der bedeutendsten Opernsänger seiner Zeit und ist heute neben Farinelli der berühmteste Kastrat der Epoche des Belcanto. Laut den zeitgenössischen Beschreibungen und der vorhandenen Musik waren seine Stimme und sein Gesang in jeder Hinsicht – in puncto Stimmschönheit und -volumen, Technik, Musikalität, Ausdruck, Geschmack und Verzierungen – ganz außerordentlich vollkommen und beeindruckend. Er war ein Virtuose, gehörte jedoch zu einer Generation, die noch nicht die extreme und quasi instrumentale Brillanz besaß wie seine jüngeren Kollegen Farinelli oder Carestini.
Seine Stimme reichte vom tiefen g bis zum g’’ und wurde von Quantz als „durchdringende, helle, egale und angenehme tiefe Sopranstimme“ bezeichnet (siehe Zitat oben). Dies scheint etwas merkwürdig, wenn man wie schon Charles Burney und Winton Dean feststellt, dass Händels Partien für den Sänger aus den Jahren zwischen 1720 und 1733 sich ausnahmslos im Alt-Bereich bewegen, und zwar nicht nur vom Umfang (g bis e’’ oder d’’), sondern auch vom Schwerpunkt der Stimme. Möglicherweise führte der Sänger in willkürlichen Verzierungen seine Stimme gelegentlich etwas weiter nach oben, wie dies von Interpreten heute oft gemacht wird. Laut Scotting finden sich im weniger oder gar nicht bekannten Teil seines italienischen Repertoires auch auskomponierte Beispiele, die gelegentlich nach oben einen Umfang bis f’’ oder g’’ verwenden.
Im Gegensatz zu Farinelli, dessen musikalisches Repertoire nur in Fragmenten bekannt ist, weil er fast ausschließlich Musik von heute fast vergessenen Komponisten sang, und auch wegen seiner extremen Virtuosität und seines ungewöhnlich weiten Stimmumfangs nicht zu unterschätzende aufführungstechnische Probleme aufwirft, ist ein relativ großer Teil von Senesinos Repertoire – alle Rollen, die Händel für ihn komponierte – bekannt und liegt teilweise mehrfach in Einspielungen vor. Das bedeutet allerdings nicht, dass wir heute seine Arien auch nur annähernd so zu hören bekommen, wie sie aus seinem Munde erklangen. Allein deshalb, weil es keine Kastraten mehr gibt, und die als Ersatz herangezogenen Frauen- und Countertenor-Stimmen einfach anders klingen, aber auch wegen Senesinos gesanglicher und interpretatorischer Perfektion.

## Rollen und Opern in London

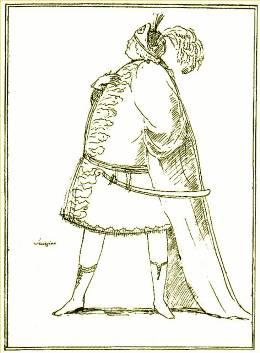
Senesino in Aktion. Karikatur von Anton Maria Zanetti

Im Folgenden sind alle Rollen in Uraufführungen oder Londoner Erstaufführungen von Opern und Pasticci aufgelistet, die Senesino während seiner Aufenthalte in London sang. Nicht berücksichtigt werden Wiederaufnahmen früherer Opern von Händel. Die Daten in Klammern geben nur den Tag der Uraufführung an.

### Erste Königliche Akademie 1720–1728
- Spielzeit 1720–1721
  - Clearco in Astarto von Giovanni Bononcini (19. November 1720)[39]
  - Titelrolle in Radamisto (2. Fassung) von Händel (28. Dezember 1720)[40]
  - Titelrolle in Arsace von Giuseppe Maria Orlandini (1. Februar 1721)[41]
  - Titelrolle in Muzio Scevola von Filippo Amadei, Giovanni Bononcini und Händel (15. April 1721)[42]
  - Ciro in L’odio e l’amore von Giovanni Bononcini (20. Mai 1721)[43]
- Spielzeit 1721–1722
  - Titelrolle in Floridante von Händel (9. Dezember 1721)[44]
  - Titelrolle in Crispo von Giovanni Bononcini (10. Januar 1722)[45]
- Spielzeit 1722–1723
  - Titelrolle in Ottone von Händel (12. Januar 1723)[46]
  - Titelrolle in Cajo Marzio Coriolano von Attilio Ariosti (23. März 1723)[47]
  -  ? in Erminia von Giovanni Bononcini (30. März 1723)[48]
  - Guido in Flavio von Händel (14. Mai 1723)[49]
- Spielzeit 1723–1724
  - Titelrolle in Farnace von Giovanni Bononcini (27./30. November 1723)[50]
  - Tito in Vespasiano von Attilio Ariosti (17. Januar 1724)[51]
  - Titelrolle in Giulio Cesare in Egitto von Händel[52]
  - Gaio Mario in Calfurnia von Giovanni Bononcini (18. April 1724)[53]
- Spielzeit 1724–1725
  - Andronico in Tamerlano von Händel (31. Oktober 1725)[54]
  -  ? in Artaserse von Attilio Ariosti (21. Dezember 1724)[55]
  - Bertarido in Rodelinda von Händel (13. Februar 1725)[56]
  -  ? in Dario von Attilio Ariosti (10. April 1725)[57]
  - Olindo in L’Elpidia, ovvero Li rivali generosi (Pasticcio, Musik größtenteils von Leonardo Vinci, 11. Mai 1725)[58]
- Spielzeit 1725–1726
  - Luceio in Scipione von Händel (12. März 1726)[59]
  - Titelrolle in Alessandro von Händel (5. Mai 1726)[60]
- Spielzeit 1726–1727
  - Titelrolle in Lucio Vero von Attilio Ariosti (7. Januar 1727)[61]
  - Titelrolle in Admeto von Händel (31. Januar 1727)[62]
- Spielzeit 1727–1728
  - Titelrolle in Teuzzone von Attilio Ariosti (21. Oktober 1727)[63]
  - Titelrolle in Riccardo primo von Händel (11. November 1727)[64]
  - Titelrolle in Siroe von Händel (17. Februar 1728)[65]
  - Titelrolle in Tolomeo von Händel (30. April 1728)[66]

### Zweite Königliche Akademie 1730–1733
- - Casimiro in Venceslao, Pasticcio von Händel mit Musik von Leonardo Vinci, J. A. Hasse und Nicola Porpora (12. Januar 1731)[67]
  - Titelrolle in Poro von Händel (2. Februar 1731)[68]
  - Titelrolle in Ezio von Händel (15. Januar 1732)[69]
  - Titelrolle in Sosarme von Händel (15. Februar 1732)[70]
  - Quinto Fabio in Lucio Papirio dittatore, Pasticcio von Händel mit Musik von Geminiano Giacomelli (23. Mai 1732)[71]
  - Titelrolle in Catone, Pasticcio von Händel mit Musik von Leonardo Vinci, J. A. Hasse, Leonardo Leo, Nicola Porpora und Antonio Vivaldi (4. November 1732)[72]
  - Titelrolle in Orlando von Händel (27. Januar 1733)[73]

### Opera of the Nobility 1733–1736
(In den Opern ab Porporas Polifemo wirkte Farinelli mit.)
- - Teseo in Arianna in Naxo von Nicola Porpora (29. Dezember 1733)[74]
  - (25. November 1735)
  - Titelrolle in Fernando von Carlo Arrigoni (5. Februar 1734)[75]
  - Enea in Enea nel Lazio von Nicola Porpora (11. Mai 1734)[76]
  - Ulisse in Polifemo von Nicola Porpora (1. Februar 1735)[77]
  - Agamennone in Ifigenia in Aulide von Nicola Porpora (3. Mai 1735)[78]
  - Learco in Issipile von Pietro Giuseppe Sandoni (8. April 1735)[79]
  - Adriano in Adriano in Siria von Francesco Maria Veracini (25. November 1735)[80]
  - Titelrolle in Mitridate (2. Fassung) von Nicola Porpora (24. Januar 1736)[81]